# Hee Oh
Hee Oh (오희; 27 de outubro de 1969) é uma matemática sul-coreana, que trabalha com sistemas dinâmicos. É atualmente Abraham Robinson Professor of Mathematics na Universidade Yale.

## Carreira
Graduada com um grau de bacharel na Universidade Nacional de Seul em 1992, obteve um Ph.D na Universidade Yale em 1997, orientada por Grigory Margulis, com a tese Discrete Subgroups Generated By Lattices In Opposite Horospherical Subgroups. Foi membro das faculdades da Universidade de Princeton, Instituto de Tecnologia da Califórnia e Universidade Brown, dentre outras, antes de trabalhar no Departmento de Matemática da Universidade Yale como a primeira mulher professora tenure em matemática.

## Honrarias
Hee Oh foi palestrante convidada do Congresso Internacional de Matemáticos em Hyderabad (2010), e apresentou uma Joint Invited Address no AMS-MAA Joint Mathematics Meeting 2012. Em 2012 foi uma fellow inaugural da American Mathematical Society. Desde 2010 atuou no conselho consultivo científico do American Institute of Mathematics. Recebeu o Prêmio Ruth Lyttle Satter de Matemática de 2015.

## Publicações selecionadas
- com Laurent Clozel, Emmanuel Ullmo: Hecke operators and equidistribution of Hecke points, Inventiones mathematicae, vol. 144, 2001, pp. 327–351
- Uniform pointwise bounds for matrix coefficients of unitary representations and applications to Kazhdan constants, Duke Mathematical Journal, vol. 113, 2002, pp. 133–192
- com Alex Eskin, Shahar Mozes: On uniform exponential growth for linear groups, Inventiones mathematicae, vol. 160, 2005, pp. 1–30
- Proceedings of International Congress of Mathematicians (2010): Dynamics on geometrically finite hyperbolic manifolds with applications to Apollonian circle packings and beyond Arxiv
- com Alex Kontorovich: Apollonian circle packings and closed horospheres on hyperbolic 3-manifolds, Journal of the American Mathematical Society, vol. 24, 2011, pp. 603–648
- com Nimish Shah: The asymptotic distribution of circles in the orbits of Kleinian groups, Inventiones mathematicae, vol. 187, 2012, pp. 1–35
- com Nimish Shah: Equidistribution and counting for orbits of geometrically finite hyperbolic groups, Journal of the American Mathematical Society, vol. 26, 2013, pp. 511–562
- com Amir Mohammadi: Ergodicity of unipotent flows and Kleinian groups, Journal of the American Mathematical Society, vol. 28, 2015, pp. 531–577
- com Dale Winter: Uniform exponential mixing and resonance free regions for convex cocompact congruence subgroups of SL_2(Z), Journal of the American Mathematical Society, vol. 29, 2016, pp. 1069–1115
- com Curtis McMullen, Amir Mohammadi: Geodesic planes in hyperbolic 3-manifolds, To appear in Inventiones mathematicae
- com Dale Winter: Prime number theorems and holonomies for hyperbolic rational maps, To appear in Inventiones mathematicae